# 非洲帶蛇屬
非洲帶蛇屬（學名：Elapsoidea）是蛇亞目眼鏡蛇科下的一個有毒蛇屬，目前共有10個物種已被確認。雖然名字相似，但非洲帶蛇屬與分布於北美洲的無毒游蛇科束帶蛇屬並沒有關聯。

## 下属物种
本属包括以下物种：
- Elapsoidea boulengeri Boettger, 1895：主要分布於非洲中部及南部。
- Elapsoidea broadleyi Jakobsen, 1997：主要分布於索馬利亞。
- 索馬里帶蛇 Elapsoidea chelazzii Lanza, 1979：主要分布於索馬利亞。
- 昆特帶蛇 Elapsoidea guentherii Bocage, 1866：主要分布於剛果共和國、剛果民主共和國、安哥拉、贊比亞、辛巴威、喀麥隆。
- 溫氏帶蛇 Elapsoidea laticincta Werner, 1919：主要分布於埃塞俄比亞、蘇丹共和國、烏干達、剛果民主共和國、乍得、中非共和國及喀麥隆。
- Elapsoidea loveridgei Parker, 1949：主要分布於剛果民主共和國、肯雅、蘇丹共和國、布隆迪、盧旺達、坦桑尼亞、埃塞俄比亞及烏干達。
- 黑帶蛇 Elapsoidea nigra Günther, 1888：主要分布於坦桑尼亞。
- 安哥拉帶蛇 Elapsoidea semiannulata Bocage, 1882：主要分布於非洲中部。
- Elapsoidea sundevallii Smith, 1848：主要分布於南非、莫桑比克、納米比亞、博茨瓦納、辛巴威、斯威士蘭及岡比亞。
- 塞內加爾帶蛇 Elapsoidea trapei Mane, 1999：主要分布於塞內加爾。

## 外部連結
- （英文）TIGR爬蟲類資料庫：非洲帶蛇屬 （页面存档备份，存于）